# 14098 Šimek
14098 Šimek là một tiểu hành tinh vành đai chính from vành đai tiểu hành tinh với vận tốc quỹ đạo 1836.8712409 ngày (5.03 năm). Nó được phát hiện ngày 24 tháng 8 năm 1997 bởi A. Galád và A. Pravda ở Modra, Slovakia. Nó được đặt theo tên nhà thiên văn học vô tuyến Milos Simek người Séc (1933) làm ở Đài thiên văn Ondřejov. 